# Perekora, Stara Sîneava
Perekora (în ucraineană Перекора) este un sat în comuna Adampil din raionul Stara Sîneava, regiunea Hmelnîțkîi, Ucraina.

## Demografie
Componența lingvistică a localității Perekora
     Ucraineană (100%)
Conform recensământului din 2001, toată populația localității Perekora era vorbitoare de ucraineană (100%).